# Andaluzit
Az andaluzit a szilikátok osztályába tartozó ásványfaj.

## Nevének eredete
Elnevezése a spanyol Andalúzia tartományból ered.

## Megjelenési formái, genetikája

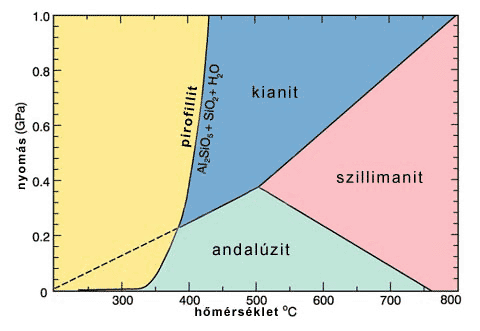
Az Al_{2}SiO_{5} polimorf módosulatok stabilitási tartománya a nyomás és hőmérséklet függvényében

Többnyire prizmás megjelenésű, gyakran tetragonális jellegű.
A lokális metamorf folyamatok során képződő kontakt metamorf kőzetek elegyrésze például kiasztolitpala vagy andaluzitszaruszirt. Csillámpalában és gneiszben is gyakran előfordul, illetve egyes gránitváltozatokban is megjelenik. Magyarországon a Velencei-hegységben és a dunabogdányi Csódi-hegyen ismeretesek előfordulásai.

## Változatai
- Kiasztolit – Szabályosan rendezett, kereszt alakú, fekete színű (szenes) zárványosságáról kapta a nevét.
- Viridin – Zöld színű, Mn-tartalmú andaluzitváltozat.

## Rokon ásványfajok
- kianit
- szillimanit
- sztaurolit
- topáz